# Деви-сукта
Деви-сукта (санскр. देवीसूक्त, IAST: devī-sūkta) — гимн Ригведы (мандала X, 125). Другие названия — Вач-сукта (санскр. वाच्रुद्रम्, IAST: vāc-sūkta), Амбхрини-сукта (IAST: āmbhṛnī-sūkta); в русском переводе — «(Гимн) к Священной Речи-Вач». Входит в состав Панча-сукт.
- Автор (по анукрамани) — Вач, дочь (риши) Амбхрини (vāc букв. «Речь» āmbhṛnī).
- Тема — Вач, дочь (риши) Амбхрини.
- Размер — триштубх (стих 2 — джагати).

Деви-сукта принадлежит к группе гимнов-самовосхвалений, в котором богиня священной речи, Вач, восхваляет себя. Это так же единственный гимн в Ригведе, посвящённый этой богине, которая считается учёными персонификацией абстрактного принципа, который был возвеличен до уровня космогонической силы в духе гимнов Атхарваведы Хотя имя богини напрямую в тексте нигде не названо, однако, как указывает Т. Я. Елизаренкова, весь гимн состоит из звуковых намёков на неё.
В примечании к гимну Т. Я. Елизаренкова предлагает следующую разбивку гимна по последовательности мыслей:
- стихи 1-2 — Священная Речь как хвалебная песня сопровождает богов, но она выше их: она их «несет».
- стих 3 — Она распределена по многим местам, притом, что едина.
- стих 4 — Она дает силу жизни всем существам;
- стих 5 — возвеличивает людей и богов;
- стих 6 — вызывает словесные состязания;
- стих 7 — пронизывает собой все мироздание;
- стих 8 — увлекает всех за собой.

В современном индуизме Деви-сукта занимает важное место в шактийском ритуале — она входит в состав шактийских Панча-сукт, а также часто читается по завершении декламации Деви-махатмьи. Как отмечает А. Игнатьев, Деви-сукта, наряду с Дурга-суктой и Бху-суктой, восхваляет Шакти как величайшую силу, которая поддерживает Вселенную.
Необходимо отметить, что гимн отличается крайней формальной изощренностью.